# Sprzęt łączności i alarmowania
Sprzęt łączności i alarmowania - sprzęt używany przez straż pożarną do komunikowania się na miejscu działań ratowniczych, a także do powiadamiania o zaistniałych zdarzeniach. 
Sprzęt łączności możemy podzielić na:
- nasobny (przenośny) - używany przez dowódców i przodowników rot do przekazywania informacji z miejsca zdarzenia, a także do zapewnienia łączności pomiędzy poszczególnymi odcinkami bojowymi.
- przewoźny (mobilny) - montowany w pojazdach pożarniczych w celu zapewnienia łączności pomiędzy stanowiskiem kierowania a danym pojazdem.
- stacjonarny (bazowy) - instalowany na stanowiskach kierowania, punktach alarmowych, w jednostkach organizacyjnych ochrony przeciwpożarowej w celu zapewnienia łączności pomiędzy stacjami nasobnymi i przewoźnymi a także do prowadzenia nasłuchów pomiędzy innymi jednostkami organizacyjnymi.

Sprzęt alarmowania to przede wszystkim:
- syreny akustyczne,
- megafony,
- powiadamianie za pomocą centralek SMS,
- pagery itp.